# Plagiohammus albatus
Plagiohammus albatus là một loài bọ cánh cứng trong họ Cerambycidae.